# Кім Джон Нам
Кім Джон Нам (кор. 김정남, нар. 28 січня 1943) — південнокорейський футболіст. По завершенні ігрової кар'єри — тренер, насамперед відомий роботою з національною збірною Південної Кореї, зокрема на чемпіонаті світу 1986 року.

## Ігрова кар'єра
Народився 28 січня 1943 року. З середини 1960-х до середини 1970-х грав за низку південнокорейських клубів.
1965 року дебютував в офіційних матчах у складі національної збірної Південної Кореї. Протягом кар'єри у національній команді, яка тривала 9 років, провів у формі головної команди країни 59 матчів. Був учасником футбольного турніру на Олімпійських іграх 1964 року в Токіо.

## Кар'єра тренера
1975 року, завершивши ігрову кар'єру, увійшов до тренерського штабу збірної Південної Кореї. За два роки, у 1977, уперше очолював національну команду. А 1980 року прийшов на посаду головного тренера національної команди вже на два роки. Керував її діями на кубку Азії 1980 року в Кувейті, де корейці дійшли фіналу, в якому неочікувано поступилися господарям турніру.
1985 року отримав перший досвід самостійної клубної роботи, очоливши на сім років команду «Юкон Коккірі». Паралельно протягом 1985–1986 років знову був головним тренером південнокорейської збірної, готуючи її до фінальної частини чемпіонату світу 1986 року в Мексиці. На мундіалі очолювана ним команда змогла занести до свого активу лише нічию 1:1 у грі проти болгарів і, програвшу решту два матчі групового етапу (проти Аргентини і Італії), до стадії плей-оф не пробилася.
Востаннє повертався на тренерський місток збірної 1988 року аби керувати її діями на футбольному турнірі в рамках домашніх для корейців тогорічних Олімпійських ігор, де, утім, команда також не змогла подолати груповий етап.
Після тривалої перерви у тренерській роботі протягом 1998—1999 років працював у Китаї, де очолював команди «Шаньдун Лунен» та «Ціндао Чжуннен».
А останнім місцем його тренерської роботи був клуб «Ульсан Хьонде», головним тренером команди якого Кім Джон Нам був з 2000 по 2008 рік.
| Дата       | Місто        | Господарі         | Результат               | Гості             | Турнір                     | Голи | Примітки |
| ---------- | ------------ | ----------------- | ----------------------- | ----------------- | -------------------------- | ---- | -------- |
| 14-8-1965  | Куала-Лумпур | Таїланд           | 2 – 3                   | Південна Корея    | Pestabola Merdeka 1965     | -    |          |
| 17-8-1965  | Куала-Лумпур | Малайзія          | 0 – 2                   | Південна Корея    | Pestabola Merdeka 1965     | -    |          |
| 21-8-1965  | Куала-Лумпур | Південний В'єтнам | 0 – 0                   | Південна Корея    | Pestabola Merdeka 1965     | -    |          |
| 23-8-1965  | Куала-Лумпур | Південна Корея    | 1 – 0                   | Індія             | Pestabola Merdeka 1965     | -    |          |
| 25-8-1965  | Куала-Лумпур | Південна Корея    | 1 – 0                   | Гонконг           | Pestabola Merdeka 1965     | -    |          |
| 28-8-1965  | Куала-Лумпур | Південна Корея    | 1 – 1                   | Тайвань           | Pestabola Merdeka 1965     | -    |          |
| 19-8-1966  | Куала-Лумпур | Південна Корея    | 1 – 0                   | Гонконг           | Pestabola Merdeka 1966     | -    |          |
| 28-8-1966  | Куала-Лумпур | Південна Корея    | 0 – 1                   | Індія             | Pestabola Merdeka 1966     | -    |          |
| 5-8-1967   | Тайбей       | Південна Корея    | 7 – 0                   | Філіппіни         | Відбір до Кубка Азії 1968  | -    |          |
| 1-8-1967   | Тайбей       | Тайвань           | 1 – 0                   | Південна Корея    | Відбір до Кубка Азії 1968  | -    | 46'      |
| 13-8-1967  | Куала-Лумпур | Південна Корея    | 1 – 0                   | Бірма             | Pestabola Merdeka 1967     | -    |          |
| 18-8-1967  | Куала-Лумпур | Тайвань           | 1 – 2                   | Південна Корея    | Pestabola Merdeka 1967     | -    |          |
| 20-8-1967  | Куала-Лумпур | Південна Корея    | 3 – 0                   | Сінгапур          | Pestabola Merdeka 1967     | -    | 25'      |
| 23-8-1967  | Куала-Лумпур | Малайзія          | 1 – 3                   | Південна Корея    | Pestabola Merdeka 1967     | -    |          |
| 26-8-1967  | Куала-Лумпур | Південна Корея    | 0 – 0                   | Бірма             | Pestabola Merdeka 1967     | -    |          |
| 21-8-1968  | Куала-Лумпур | Таїланд           | 1 – 2                   | Південна Корея    | Pestabola Merdeka 1968     | -    |          |
| 23-8-1968  | Куала-Лумпур | Південна Корея    | 1 – 0                   | Індія             | Pestabola Merdeka 1968     | -    |          |
| 12-10-1969 | Сеул         | Південна Корея    | 2 – 2                   | Японія            | Відбір до ЧС 1970          | -    |          |
| 14-10-1969 | Сеул         | Південна Корея    | 1 – 2                   | Австралія         | Відбір до ЧС 1970          | -    |          |
| 18-10-1969 | Сеул         | Японія            | 0 – 2                   | Південна Корея    | Відбір до ЧС 1970          | -    |          |
| 20-10-1969 | Сеул         | Австралія         | 1 – 1                   | Південна Корея    | Відбір до ЧС 1970          | -    |          |
| 19-11-1969 | Бангкок      | Південна Корея    | 2 – 0                   | Лаос              | Кубок Короля 1969          | -    |          |
| 21-11-1969 | Бангкок      | Південна Корея    | 2 – 0                   | Малайзія          | Кубок Короля 1969          | -    |          |
| 23-11-1969 | Бангкок      | Таїланд           | 0 – 0                   | Південна Корея    | Кубок Короля 1969          | -    |          |
| 26-11-1969 | Бангкок      | Південна Корея    | 3 – 0                   | Південний В'єтнам | Кубок Короля 1969          | -    |          |
| 28-11-1969 | Бангкок      | Південна Корея    | 1 – 0                   | Індонезія         | Кубок Короля 1969          | -    |          |
| 31-7-1970  | Куала-Лумпур | Таїланд           | 0 – 0                   | Південна Корея    | Pestabola Merdeka 1970     | -    |          |
| 2-8-1970   | Куала-Лумпур | Південна Корея    | 1 – 1                   | Японія            | Pestabola Merdeka 1970     | -    |          |
| 4-8-1970   | Пінанґ       | Південна Корея    | 4 – 0                   | Сінгапур          | Pestabola Merdeka 1970     | -    |          |
| 6-8-1970   | Куала-Лумпур | Південна Корея    | 2 – 1                   | Індонезія         | Pestabola Merdeka 1970     | -    |          |
| 9-8-1970   | Куала-Лумпур | Південна Корея    | 0 – 0                   | Гонконг           | Pestabola Merdeka 1970     | -    |          |
| 13-8-1970  | Куала-Лумпур | Південна Корея    | 3 – 2                   | Індія             | Pestabola Merdeka 1970     | -    |          |
| 16-8-1970  | Куала-Лумпур | Південна Корея    | 3 – 2                   | Бірма             | Pestabola Merdeka 1970     | -    |          |
| 10-11-1970 | Бангкок      | Південна Корея    | 3 – 0                   | Гонконг           | Кубок Короля 1970          | -    |          |
| 12-11-1970 | Бангкок      | Південна Корея    | 4 – 0                   | Лаос              | Кубок Короля 1970          | -    |          |
| 14-11-1970 | Бангкок      | Таїланд           | 0 – 0                   | Південна Корея    | Кубок Короля 1970          | -    |          |
| 16-11-1970 | Бангкок      | Південна Корея    | 4 – 0                   | Сінгапур          | Кубок Короля 1970          | -    |          |
| 18-11-1970 | Бангкок      | Південна Корея    | 2 – 0                   | Малайзія          | Кубок Короля 1970          | -    |          |
| 20-11-1970 | Бангкок      | Таїланд           | 0 – 1                   | Південна Корея    | Кубок Короля 1970          | -    |          |
| 11-12-1970 | Бангкок      | Південна Корея    | 1 – 0                   | Іран              | Азійські ігри              | -    |          |
| 13-12-1970 | Бангкок      | Південна Корея    | 0 – 0                   | Індонезія         | Азійські ігри              | -    |          |
| 15-12-1970 | Бангкок      | Таїланд           | 1 – 2                   | Південна Корея    | Азійські ігри              | -    |          |
| 17-12-1970 | Бангкок      | Південна Корея    | 0 – 1                   | Бірма             | Азійські ігри              | -    |          |
| 18-12-1970 | Бангкок      | Південна Корея    | 2 – 1                   | Японія            | Азійські ігри              | -    |          |
| 20-12-1970 | Бангкок      | Бірма             | 0 – 0                   | Південна Корея    | Азійські ігри              | -    |          |
| 2-5-1971   | Сеул         | Південна Корея    | 1 – 0                   | Таїланд           | Кубок Президента 1971      | -    |          |
| 6-5-1971   | Сеул         | Південна Корея    | 5 – 1                   | Малайзія          | Кубок Президента 1971      | -    |          |
| 11-5-1971  | Сеул         | Південна Корея    | 3 – 0                   | Індонезія         | Кубок Президента 1971      | -    |          |
| 13-5-1971  | Сеул         | Південна Корея    | 0 – 0                   | Бірма             | Кубок Президента 1971      | -    |          |
| 15-5-1971  | Сеул         | Південна Корея    | 0 – 0                   | Бірма             | Кубок Президента 1971      | -    |          |
| 10-9-1971  | Сеул         | Південна Корея    | 2 – 0                   | Іран              | товариський матч           | -    |          |
| 12-9-1971  | Сеул         | Південна Корея    | 0 – 2                   | Іран              | товариський матч           | -    |          |
| 8-11-1971  | Бангкок      | Південна Корея    | 2 – 2                   | Малайзія          | Кубок Короля 1971          | -    |          |
| 12-11-1971 | Бангкок      | Південна Корея    | 0 – 0                   | Індонезія         | Кубок Короля 1971          | -    |          |
| 14-11-1971 | Бангкок      | Південна Корея    | 1 – 1 д.ч. (2 - 1 п.п.) | Південний В'єтнам | Кубок Короля 1971          | -    |          |
| 19-5-1973  | Сеул         | Південна Корея    | 4 – 0                   | Таїланд           | Відбір до ЧС 1974          | -    |          |
| 21-5-1973  | Сеул         | Південна Корея    | 0 – 0                   | Малайзія          | Відбір до ЧС 1974          | -    |          |
| 23-5-1973  | Сеул         | Південна Корея    | 0 – 0                   | Ізраїль           | Відбір до ЧС 1974          | -    | 45'      |
| 26-5-1973  | Сеул         | Південна Корея    | 3 – 1                   | Гонконг           | Відбір до ЧС 1974          | -    |          |
| 23-6-1973  | Сеул         | Південна Корея    | 2 – 0                   | Японія            | Щорічний матч Корея-Японія | -    | 45'      |
| Усього     |              | Матчів            | 59                      |                   | Голів                      | 0    |          |

## Титули і досягнення
Гравець
- Переможець Азійських ігор: 1970

Тренер
- Срібний призер Кубка Азії: 1980
- Переможець Азійських ігор: 1986